# 第三人称视角游戏
第三人称视角游戏（英語：Third-person game,TP）是最原始的游戏类型，游戏玩家以旁观者视角观察场景与主角动作，因此第三人称視角也称上帝视角。也有一些游戏是观看控制角色侧面的视角，如《超级马里奥兄弟》，因为玩家也是也旁观者的视角进行控制的，所以仍然为第三人称游戏。

## 优点
因为第三人称游戏不仅能看到玩家所控制的单位，还能看到很广阔的单位周围的环境，因此第三人称游戏模式通常被战略游戏（RTS）所采用。

## 相关游戏
历史上一些著名第三人称游戏有命令与征服（Command & Conquer）、暗黑破坏神（Diablo）、过山车大亨（Rollercoaster Tycoon）、絕地求生 (PlayerUnknown's Battlegrounds, 簡稱:PUBG)等。